# Concorrência desleal
Concorrência desleal é, no sentido amplo, toda atividade econômica contra os bons costumes e direitos econômicos numa situação de concorrência. Também são denominadas condutas anticompetitivas ou anticoncorrenciais. Práticas anticoncorrenciais referem-se a estratégias adotadas por empresas ou entidades governamentais para limitar, restringir ou eliminar a concorrência em um mercado, muitas vezes visando obter vantagens injustas ou estabelecer domínio. Tais práticas, frequentemente consideradas ilegais e antiéticas, podem prejudicar consumidores, outras empresas e a economia como um todo. O comportamento anticoncorrencial é utilizado por empresas e governos para reduzir a competição nos mercados, permitindo que monopólios e empresas dominantes alcancem lucros extraordinários e desencorajem a entrada de novos concorrentes. Por essa razão, é estritamente regulamentado e sujeito a punições legais quando substancialmente afeta o mercado.
Práticas anticoncorrenciais geralmente são consideradas ilegais quando resultam em uma diminuição significativa da competição. Assim, para uma empresa ser responsabilizada por qualquer forma de comportamento anticoncorrencial, muitas vezes é necessário que ela seja um monopólio ou uma empresa dominante em um duopólio ou oligopólio, exercendo influência significativa sobre o mercado.
No âmbito do direito da concorrência, a concorrência desleal está diretamente ligada ao abuso de poder, visando a eliminação da concorrência, o domínio dos mercados ou o aumento arbitrário dos lucros. Trata-se de práticas empresariais que transcendem os limites da ética e da equidade nos negócios, comprometendo a integridade do ambiente competitivo. A concorrência desleal pode se manifestar de diversas formas, desde a imitação indevida de produtos e a disseminação de informações falsas sobre concorrentes, até estratégias agressivas de precificação com o objetivo de eliminar competidores menores. Essas práticas não apenas distorcem o equilíbrio concorrencial, mas também minam a confiança do consumidor e prejudicam a eficiência do mercado.
No cerne da legislação antitruste e das normas de defesa do consumidor, a concorrência desleal é combatida para preservar a vitalidade do livre mercado. Ao coibir o abuso de poder por parte das empresas, as leis buscam assegurar que a competição ocorra de maneira justa e transparente, promovendo não apenas a eficiência econômica, mas também a equidade e a proteção dos interesses dos consumidores. Assim, a atuação efetiva contra a concorrência desleal não apenas contribui para a promoção de um ambiente empresarial ético, mas também salvaguarda a diversidade de opções para os consumidores e fomenta a inovação e o desenvolvimento sustentável no mercado. A manutenção de práticas concorrenciais saudáveis é, portanto, essencial para o bom funcionamento da economia e para a garantia de benefícios tanto para as empresas quanto para os consumidores.

## Importância da concorrência
A concorrência desempenha um papel fundamental na economia, nas empresas e para os consumidores por vários motivos. A competição estimula a eficiência econômica, incentivando as empresas a produzirem bens e serviços de maneira mais eficaz e a preços mais baixos. A pressão competitiva impulsiona a inovação, pois as empresas buscam constantemente maneiras de melhorar produtos, processos e tecnologias para ganhar vantagem no mercado.
A concorrência saudável resulta em preços mais competitivos para os consumidores, pois as empresas procuram oferecer produtos de qualidade a preços acessíveis para atrair clientes. A presença de concorrentes aumenta a variedade de opções disponíveis para os consumidores, permitindo que escolham entre diferentes marcas, produtos e serviços. A competição incentiva as empresas a serem mais eficientes na alocação de recursos, na gestão e na resposta às demandas do mercado, promovendo a eficácia operacional.
A competição estimula o empreendedorismo, encorajando novas empresas a entrar no mercado e contribuir para o crescimento econômico. Para se destacar, as empresas são incentivadas a melhorar a qualidade de seus produtos e serviços, beneficiando os consumidores que recebem produtos mais confiáveis e duráveis. Empresas competem para entender e atender às necessidades dos consumidores, resultando em uma adaptação constante às mudanças nas preferências e demandas do mercado. A competição atua como um contrapeso contra monopólios, evitando concentrações excessivas de poder econômico e garantindo um ambiente mais equitativo para as empresas. A concorrência promove a transparência nos negócios e incentiva práticas éticas, uma vez que empresas antiéticas podem sofrer penalidades no mercado competitivo.

## Brasil
Concorrência desleal é um tema abrangente que abarca práticas comerciais antiéticas que visam prejudicar a concorrência de maneira injusta. No Brasil, a legislação relacionada à concorrência desleal é predominantemente regulamentada pela Lei da Propriedade Industrial (Lei n.º 9.279/96) e pelo Código de Defesa do Consumidor (Lei n.º 8.078/90). A legislação brasileira define a concorrência desleal como toda ação que vise a criar uma vantagem competitiva injusta, prejudicando concorrentes e consumidores. Práticas comuns incluem a imitação de produtos, difamação de concorrentes, violação de segredos comerciais, publicidade enganosa, entre outras. A Lei da Propriedade Industrial protege marcas, patentes, desenhos industriais e indicações geográficas. A falsificação de marcas e produtos, assim como a cópia não autorizada, são consideradas formas de concorrência desleal. O Còdigo de Defesa do Consumidor proíbe práticas comerciais abusivas e enganosas que possam prejudicar o consumidor. Publicidade enganosa e práticas que causem confusão sobre a natureza, características, qualidade, quantidade, preço ou origem do produto ou serviço configuram infrações.
Em certos casos, práticas que visam prejudicar a mão de obra de uma empresa, como aliciamento desleal de funcionários, podem ser consideradas concorrência desleal. As penalidades para concorrência desleal no Brasil podem incluir indenizações por danos materiais e morais, além de medidas cautelares e ações judiciais para cessar a prática. As empresas prejudicadas podem buscar reparação por meio de ações judiciais específicas. O CADE é responsável por promover a defesa da concorrência no Brasil. Ele investiga casos de práticas anticoncorrenciais e pode aplicar sanções administrativas. A dinâmica do mercado e o avanço tecnológico apresentam novos desafios na detecção e prevenção de práticas de concorrência desleal, especialmente no ambiente digital.

## Tipos
O comportamento anticompetitivo pode ser agrupado em duas classificações. As restrições horizontais dizem respeito ao comportamento anticoncorrencial que envolve concorrentes no mesmo nível da cadeia de abastecimento. Estas práticas incluem fusões, cartéis, conluios, fixação de preços, discriminação de preços e preços predatórios. Por outro lado, a segunda categoria é a restrição vertical que implementa restrições contra concorrentes devido a práticas anticompetitivas entre empresas em diferentes níveis da cadeia de abastecimento, por exemplo, relações fornecedor-distribuidor. Estas práticas incluem negociação exclusiva, recusa de negociação/venda, manutenção do preço de revenda e muito mais.
Em economia, o monopólio refere-se a uma estrutura de mercado em que uma única empresa é a única vendedora de um bem ou serviço, sem produtos substitutos próximos e, portanto, detém considerável poder de mercado. Existem diferentes tipos de monopólio, classificados principalmente de acordo com as causas que levam à situação monopolística.

### Mais comuns
- Dumping, também conhecido como preço predatório, é uma estratégia comercial pela qual uma empresa vende um produto a um preço agressivamente baixo em um mercado competitivo com prejuízo. Uma empresa com grande participação de mercado e a capacidade de sacrificar temporariamente a venda de um produto ou serviço a um custo abaixo da média pode expulsar os concorrentes do mercado, após o que a empresa estaria livre para aumentar os preços para obter um lucro maior. Por exemplo, muitos países em desenvolvimento acusaram a China de dumping. Em 2006, o país foi acusado de vender seda e cetim nos mercados indianos a preços mais baixos, o que afetou negativamente os fabricantes locais.[8][9]
- Negociação exclusiva, onde um varejista ou atacadista é obrigado por contrato a comprar apenas do fornecedor contratado. Esse mecanismo impede que os varejistas reduzam a maximização do lucro e/ou a escolha do consumidor. Em 1999, a Dentsply apresentou uma queixa judicial de 7 anos pelos EUA, o atacadista odontológico foi processado com sucesso por usar o poder de monopólio para restringir o comércio usando negociações exclusivas dentro dos requisitos contratuais.[10][11]
- Fixação de preços, onde as empresas conspiram para definir preços, desmantelando efetivamente o mercado livre ao não se envolverem em concorrência entre si. Em 2018, a gigante das agências de viagens Flight Center foi multada em US$ 12,5 milhões por encorajar um plano conspiratório de fixação de preços entre três companhias aéreas internacionais entre 2005 e 2009.[12]
- Recusa em negociar, por exemplo, duas empresas concordam em não usar um determinado fornecedor. Em 2010, a Cabcharge recusou, em termos comerciais, permitir que os seus instrumentos de pagamento não monetários fossem aceites e processados electronicamente pela Travel Tab/Mpos' sistema de pagamento de tarifas de táxi. A Travel Tab/Mpos solicitou acesso aos instrumentos, mas a Cabcharge recusou duas vezes. As penalidades para a primeira e segunda recusa foram de US$ 2 milhões e US$ 9 milhões, respectivamente.[13]
- Divisão de territórios, um acordo entre duas empresas para ficarem fora do caminho uma da outra e reduzir a concorrência nos territórios acordados. Também conhecida como “partilha de mercado”, uma prática em que as empresas dividem geograficamente ou alocam clientes através de acordos contratuais que incluem a não concorrência com clientes estabelecidos, não produzindo os mesmos bens ou serviços e/ou vendendo em regiões específicas. Boral e CSR formaram um cartel de concreto pré-misturado e foram penalizados por fraude em licitações, fixação de preços e divisão de mercado em um valor superior a US$ 6,6 milhões e um máximo de US$ 100.000 para cada um dos 6 executivos envolvidos. As empresas concordaram em reconhecer os clientes como pertencentes a fornecedores sem competição em reuniões regulares e conversas telefônicas. As participações de mercado da empresa foram monitoradas para garantir que o acordo não fosse violado — isso levou a cobranças excessivas nas cotações de construção que foram usadas por projetos governamentais federais, estaduais e locais.[14]
- Vinculação, onde produtos que não são naturalmente relacionados devem ser adquiridos juntos. Esta estratégia atual força o comprador a comprar um produto desnecessário em um mercado separado, diminuindo implicitamente a concorrência em vários mercados, aumentando as barreiras não naturais à entrada, já que os participantes são incapazes de competir em uma linha completa de produtos nem no preço. Em 2006, o iTunes iPod da Apple perdeu um caso antitruste de 10 anos no valor de US$ 10 milhões quando iPods vendidos entre setembro de 2006 a março de 2009 eram compatíveis apenas com faixas da iTunes Store ou daquelas baixado de CDs.[15]
- Manutenção do preço de revenda, quando um gerente vende para um distribuidor, o preço de revenda é acordado para não cair abaixo de um valor mínimo especificado. Porém, quando o preço de varejo diminui, o fabricante vende mais produtos. Isto é interessante do ponto de vista da gestão. Esta estratégia é controversa e os benefícios são proteger algumas pequenas lojas ou fabricantes ineficientes das ameaças da concorrência. Mas, ao mesmo tempo, esta estratégia pode facilmente levar ao cartel de preços nivelados dos operadores de marca. Este tipo de monopólio ocorre quando uma empresa consegue abastecer com eficiência todo o mercado devido a economias de escala, onde uma produção maior leva a custos mais baixos. Por exemplo, em alguns casos, os serviços públicos (como os que fornecem electricidade ou água) podem funcionar como monopólios naturais devido aos elevados custos de infra-estruturas e de distribuição.[16]
- Monopólio tecnológico. Este tipo de monopólio ocorre quando uma empresa tem controle exclusivo sobre uma determinada tecnologia ou inovação, permitindo-lhe dominar o mercado. Por exemplo, uma empresa que possui uma patente para uma tecnologia inovadora pode ter um monopólio tecnológico.[17]
- Monopólios legais.Este tipo de monopólio ocorre quando o governo concede a uma empresa direitos ou privilégios exclusivos para operar em um determinado mercado. Por exemplo, patentes e direitos autorais fornecem monopólios temporários a inventores e criadores para incentivar a inovação e a criatividade.[18]

### Outras condutas criticadas
Também são criticados:
- Absorção de um concorrente ou tecnologia concorrente, onde uma empresa poderosa efetivamente coopta ou engole seu concorrente, em vez de vê-lo competir diretamente ou ser absorvido por outra empresa
- Subsídios do governo que permitem que uma empresa funcione sem ser lucrativa, dando-lhe uma vantagem sobre a concorrência ou barrando efetivamente a concorrência
- Regulamentos que impõem restrições custosas às empresas que as empresas menos ricas não têm condições de implementar
- Protecionismo, tarifas e cotas que proporcionam às empresas isolamento das forças competitivas
- Uso indevido de patentes e uso indevido de direitos autorais, como a obtenção fraudulenta de um patente, direitos autorais ou outra forma de propriedade intelectual; ou usar tais dispositivos legais para obter vantagem em um mercado não relacionado
- Gerenciamento de direitos digitais que impede os proprietários de vender mídia usada, como normalmente seria permitido pela doutrina da primeira venda.[19]

### Fusões horizontais
A fusão horizontal refere-se à melhoria da eficiência, reduzindo a distorção do consumidor na escolha da empresa e a heterogeneidade de preços. Quando duas empresas com produtos ou características de produtos semelhantes se fundem horizontalmente, há menos concorrência. No entanto, pode ser criado um benefício social líquido, porque quando as duas empresas travam uma guerra contínua de preços devido à concorrência feroz, isso distorcerá fortemente as escolhas dos consumidores. As fusões horizontais também podem facilmente conduzir a um monopólio, reduzindo as escolhas dos consumidores e prejudicando indiretamente os interesses dos consumidores. 

### Fusões verticais
A Escola de Economia de Chicago sustenta que as fusões verticais, muitas vezes concebidas com propósitos anticoncorrenciais, podem, paradoxalmente, ser pró-competitivas ao eliminar a problemática da dupla marginalização. Em situações em que uma cadeia de monopólios está presente, os preços podem se estender além do excedente do consumidor. Isso ocorre à medida que os atacadistas elevam os preços, conferindo aos varejistas a capacidade de repassar esse aumento do custo para os preços de varejo. 

### Ação do Estado na Economia
A interferência do Estado na economia pode ter diversas implicações, incluindo a possibilidade de condutas anticompetitivas. Aqui estão algumas maneiras como a intervenção estatal pode estar relacionada a práticas anticompetitivas. No caso de monopólios Estatais, o Estado pode deter o controle total ou parcial de setores específicos da economia, criando monopólios estatais. Isso pode resultar em falta de concorrência, prejudicando consumidores e inibindo o desenvolvimento de novas empresas.Regulações excessivas podem criar barreiras à entrada para novas empresas e proteger empresas estabelecidas, limitando a concorrência. Isso pode levar a práticas anticompetitivas, como acordos entre empresas para manter altos preços ou restringir a produção. 
A concessão de subsídios e benefícios a determinadas empresas ou setores pode distorcer a concorrência, favorecendo alguns participantes em detrimento de outros. Isso pode resultar em vantagens competitivas injustas e prejudicar a competição saudáve. Restrições governamentais sobre quem pode entrar em determinados setores ou indústrias podem limitar a competição. O licenciamento excessivamente restritivo pode criar monopólios locais ou setoriais, prejudicando a eficiência e a inovação. 
Processos de contratação pública viciados, nos quais as autoridades favorecem determinadas empresas em detrimento de outras, podem resultar em práticas anticompetitivas. Isso pode incluir o direcionamento injusto de contratos para empresas específicas. O controle governamental de preços pode distorcer os incentivos econômicos, levando a escassez de produtos, falta de investimentos e criação de mercados paralelos não regulamentados. A falta de transparência nas políticas governamentais e a corrupção podem contribuir para práticas anticompetitivas. Empresas que têm ligações próximas com o governo podem receber tratamento preferencial, prejudicando a competição justa. É importante notar que a intervenção do Estado na economia não é necessariamente negativa em todos os casos. Regulações adequadas podem proteger os consumidores, promover a estabilidade financeira e garantir a equidade. No entanto, quando essa intervenção é mal concebida ou aplicada de maneira injusta, pode contribuir para práticas anticompetitivas e distorções no mercado. 

## Efeitos
Monopólios e oligopólios frequentemente enfrentam acusações e, por vezes, são considerados culpados de práticas anticompetitivas. Esses comportamentos ganham destaque quando acionistas majoritários possuem participações semelhantes nos concorrentes do setor da empresa, o que levanta preocupações sobre fusões que possam reduzir a concorrência . Embora as práticas anticoncorrenciais possam enriquecer aqueles que as adotam, acredita-se que tenham impactos negativos na economia, prejudicando empresas concorrentes e consumidores, resultando em um custo social significativo. Portanto, a maioria dos países possui leis de concorrência e reguladores governamentais para evitar e punir essas práticas. O argumento contra práticas anticoncorrenciais baseia-se na crença de que uma economia de mercado eficiente, composta por diversos participantes com poder de mercado limitado, promoverá preços mais baixos e uma ampla variedade de produtos. No entanto, é crucial distinguir comportamentos anticompetitivos de práticas inovadoras e concorrência leal, sendo que apenas empresas com participação de mercado significativa são geralmente consideradas ilegais ao impactar o comportamento do mercado. 
Alguns críticos afirmam que a realidade do mercado pode ser mais complexa do que teorias puras de concorrência sugerem. Empresas oligopolistas, por exemplo, podem alcançar economias de escala e sofisticação que beneficiam os consumidores. Certas indústrias, devido aos altos investimentos, podem favorecer empresas extremamente grandes, consideradas quase monopólios em algumas áreas. 
Para mitigar os efeitos negativos do comportamento anticoncorrencial, governos defendem regulamentações em setores considerados monopólios naturais. No entanto, as empresas nesses nichos frequentemente resistem, alegando direitos à sua posição monopolística. Distinguir comportamento anticoncorrencial da concorrência legítima, como o agrupamento de produtos versus venda casada, é desafiador em alguns casos. Práticas anticoncorrenciais reduzem a concorrência, limitando escolhas para consumidores e elevando preços, além de desencorajar inovação. Esses comportamentos distorcem a dinâmica do mercado, prejudicando a igualdade de condições e colocando empresas menores em desvantagem. Leis de concorrência e mecanismos reguladores eficazes são essenciais para promover uma concorrência justa, proteger consumidores e manter condições equitativas para todos os participantes do mercado. A aplicação rigorosa dessas leis, a promoção da concorrência e a criação de uma cultura empresarial competitiva contribuem para mercados mais saudáveis, inovadores e benéficos para a economia e consumidores. 

## Ativididades comuns
A concorrência desleal abrange diversas áreas do direito, envolvendo atos de concorrentes que prejudicam outros no campo, podendo resultar em crimes civis. As ações mais comuns associadas à concorrência desleal incluem :
- Questões Antitruste ou Lei da Concorrência: Violam a concorrência desleal quando um concorrente busca forçar outros a sair do mercado, utilizando táticas como preços predatórios ou obtendo direitos exclusivos para aquisição de matérias-primas necessárias à fabricação de um produto concorrente.

- Violação de Marca Registrada e Falsificação: Ocorre quando um fabricante utiliza nome, logotipo ou outras características de identificação para enganar os consumidores, fazendo-os pensar que estão adquirindo produtos de um concorrente.

- Apropriação Indébita de Segredos Comerciais: Surge quando um concorrente utiliza espionagem, suborno ou roubo para obter informações economicamente vantajosas de outrem.

- Difamação Comercial: A divulgação de informações falsas sobre a qualidade ou características dos produtos de um concorrente é proibida pela lei consuetudinária.

- Interferência Ilícita: Quando um concorrente persuade uma parte com relacionamento com outro concorrente a violar um contrato ou dever para com o outro concorrente, também é proibido pela lei consuetudinária.

- Acordos Anticompetitivos: Empresas podem realizar acordos que restrinjam a concorrência, como fixação de preços, limitação de produção ou divisão de mercados, prejudicando a concorrência, restringindo escolhas e levando a preços mais altos ou produtos de qualidade inferior.

- Fusões e Aquisições Anticompetitivas: Fusões que resultem em significativa redução da concorrência podem ser consideradas anticompetitivas. Isso inclui aquisições para eliminar ou reduzir a concorrência, ou fusões para formar um interveniente dominante no mercado que possa se envolver em comportamento anticoncorrencial.

- Acordos de exclusividade ou Acordos Vinculados: Empresas podem celebrar acordos que exigem exclusividade, limitando a escolha do consumidor e restringindo a concorrência, impedindo que concorrentes ingressem em canais ou mercados de distribuição principais.

- Práticas Comerciais Desleais: Práticas como fraude, em conformidade com a Diretiva de Práticas Comerciais Desleais da União Europeia, podem ser consideradas concorrência desleal se conferirem vantagens injustas a um concorrente sobre outros. Em contratos inescrupulosos e declarações falsas, sujeitos a períodos de transição. [27]

## Práticas anticompetitivas em diferentes sistemas de mercado
O comportamento anticompetitivo transcende a mera regulamentação da indústria, apresentando-se como uma característica moderna fundamental para as partes interessadas competirem em um sistema de mercado justo. No entanto, os resultados da investigação também incorporaram de maneira significativa as teorias econômicas, visando antecipar os incentivos relevantes. Este artigo não apenas discutiu esses resultados, mas também esclareceu as variáveis pertinentes na avaliação da extensão dos mercados afetados por práticas anticoncorrenciais. Enquanto em um mercado perfeitamente competitivo, as práticas anticompetitivas tornam-se dispensáveis, pois cada empresa já dispõe de informações completas sobre preços, estratégias e principais ações de seus concorrentes. Por outro lado, em um sistema de mercado monopolista, as práticas anticompetitivas emergem como um método crucial para mitigar a manipulação por parte de gigantes empresariais e potenciais ações de conluio. A pesquisa ressaltou, adicionalmente, que a conduta de mercado de monopólios estatais não difere substancialmente daquela de outras empresas, e o poder de mercado atua como um motivador para o comportamento anticoncorrencial dessas entidades. 

## A eficácia das práticas anticompetitivas na estabilização nacional
Na perspectiva da abordagem econômica, as práticas anticoncorrenciais não são apenas uma ferramenta eficaz para promover o desenvolvimento econômico estável, mas também para fortalecer o bem-estar nacional. A implementação dessas práticas visa efetivamente eliminar as ineficiências do mercado e reduzir a perda de peso morto do ponto de vista econômico. À medida que as empresas participam de uma competição leal e aderem às regulamentações e leis governamentais, a eficácia das práticas anticoncorrenciais se destaca. Existem evidências sólidas que indicam que a aplicação dessas práticas pode drasticamente reduzir a incidência do mercado negro, promovendo, assim, incentivos para investimentos na procura agregada. Em termos gerais, uma implementação efetiva das práticas anticoncorrenciais tende a impulsionar a expansão de toda a economia, levando a uma maior prosperidade e minimizando os efeitos de exclusão. 